# 갓파에비센

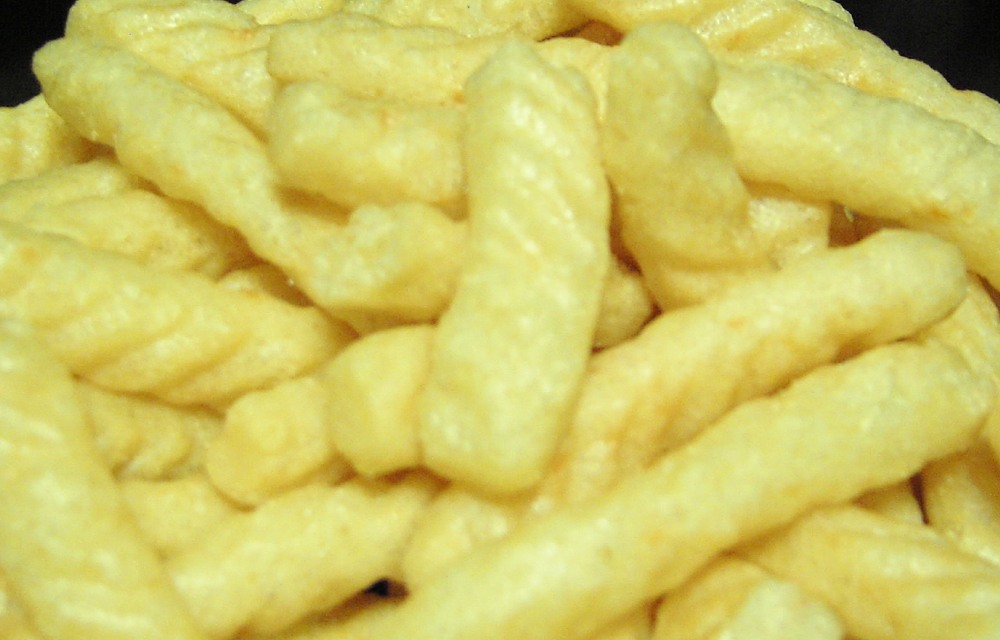
갓파에비센

갓파에비센(일본어: かっぱえびせん)는 가루비 제과에서 1964년에 출시한 일본의 과자이다.

## 논란
대한민국에서 새우깡이 갓파에비센을 모방시켜서 논란을 산 적이 있다.

## 같이 보기
- 새우 칩
- 새우깡